# Civitella d’Agliano
Civitella d'Agliano település Olaszországban, Viterbo megyében. Lakosainak száma 1441 fő (2023. január 1.). Civitella d’Agliano Alviano, Bagnoregio, Castiglione in Teverina, Graffignano, Guardea, Montecchio, Orvieto és Viterbo községekkel határos.

## Népesség
A település népessége az elmúlt években az alábbi módon változott:
| Lakosok száma | 1598 | 1557 | 1441 |
|               | 2017 | 2018 | 2023 |